# Eltanin
Koordinaten: 57° 47′ 0″ S, 90° 47′ 0″ W
Eltanin war ein Asteroid und bezeichnet die von ihm hinterlassene Impaktstruktur auf dem Meeresboden des Südpazifiks.
Der Asteroid schlug vor etwa 2,2 Millionen Jahren – im frühen Pleistozän – am Rand der Bellingshausen-See ein, westlich der Antarktischen Halbinsel und südwestlich von Chile. Die Region des Einschlags liegt in rund 5000 Meter Meerestiefe. Sie hat einen Durchmesser von einigen hundert Kilometern und ist durch eine 20–40 Meter dicke Sedimentschicht bedeckt. 
Der Impaktor hatte einen Durchmesser von über einem Kilometer, eine Geschwindigkeit von etwa 20 km/s und eine Einschlagsenergie von ungefähr 100 Gigatonnen TNT, die der von etwa fünf Millionen Hiroshima-Bomben entsprochen hat.
Der Asteroideneinschlag von Eltanin ist der einzig bekannte in einem tiefen Ozeanbecken. Er wurde 1981 anhand einer erhöhten Iridium-Konzentration sowie meteoritischer Splitter in Sedimentkernen entdeckt, die 1965 mit dem US-Forschungsschiff Eltanin gefördert worden waren. 1995 und 2001 wurden mit dem deutschen Polarforschungsschiff Polarstern zwei gezielte Expeditionen durchgeführt; das internationale Forscherteam untersuchte das Gebiet mittels Schallwellen und anhand weiterer Sedimentkerne. Im Relief des Ozeanbodens konnte kein erhalten gebliebener Einschlagkrater nachgewiesen werden.